# 八幡神社 (高山市久々野町無数河)
八幡神社（はちまんじんじゃ）は、岐阜県高山市久々野町無数河（旧・大野郡久々野町無数河）に鎮座する神社（八幡宮）。
「無数河の杜」「船山八幡神社」とも称す。

## 概要
大野郡無数河村（現・高山市久々野町無数河）の産土神である。
創建時期は不詳。一説では室町時代に大野郡無数河村の柳池に創建。その後幾多の移転を行い、現在地に移転したという。
1871年（明治4年）に村社となり、1947年（昭和22年）岐阜県神社庁より銀幣社の指定を受ける。

## 祭神
- 誉田別命
- 久久能智神

## 境内社
- 雨乞神社[1]
- 加茂神社[1]